# Негода, Григорий Пудович
Григорий Пудович Негода (19 августа 1906, Богачка-Первая, Великобагачанский район — 19 ноября 1973, Ленинград) — советский морской офицер, контр-адмирал (1951). Участник Великой Отечественной войны на Чёрном море. Командовал рейдом 6 октября 1943 года лидера «Харьков», эсминцев «Способный» и «Беспощадный», когда от действий немецкой авиации в один день были утеряны все три корабля. Был спасён с воды. После войны на Балтийском флоте, командир бригады, дивизии. Мемуарист.

## Биография
Украинец. В РККА призван в октябре 1928 года. Красноармеец 63-го кп (10.1928—8.1930). Член ВКП (б) с 1929 года. В РККФ с 1932 года. Окончил подводный сектор ВМУ им. М. В. Фрунзе в 1936 году. Помощник командира (1936—1938), командир сторожевого корабля «Шторм» (1938—1939), командир эсминца «Шаумян» (март 1939— декабрь 1940). Окончил ВСККС ВМФ, отдел командиров кораблей в мае 1941 году, командир строящегося лидера эсминца «Киев» с мая 1941 года.
Капитан 3-го ранга. Участник Великой Отечественной войны: и. д. командира эсминца «Беспощадный» (июль — декабрь 1941), участвовал в обороне Одессы, эсминец эскортировал транспорты, отбивая авианалёты. Поддерживал огнём десант в Григорьевке 22 сентября 1941 года. Буксировал в порт Одессы повреждённый авианалётом эсминец «Безупречный». Получил повреждения от бомб, но смог дойти в Севастополь без полубака.
Командир 2-го дивизиона (декабрь 1941— март 1943), 1-го дивизиона (март — ноябрь 1943) эсминцев Черноморского флота. Капитан 2-го ранга.
Участвовал в конвоировании транспортов в Керченско-Феодосийской операции. Участвовал в высадке Судакского десанта. Участвовал в высадке десанта у Озерейки.

### Гибель отряда лёгких сил 6 октября 1943 года
6 октября 1943 года отряд кораблей в составе лидера «Харьков», эсминцев «Способный» и «Беспощадный» возвращался из набеговой операции к берегам Крыма. Командир отряда капитан 2 ранга Г. П. Негода (бывший до повышения капитаном эсминца) держал свой брейд-вымпел на «Беспощадном». Отряд прикрывали три истребителя. В 8.10 им удалось сбить немецкий разведчик, и Негода приказал эсминцу «Способный» подобрать летчиков. Из-за 20-минутной задержки был потерян ход. В 9.00 появились «юнкерсы» и атаковали лежавшие в дрейфе корабли со стороны солнца. «Харьков» получил три прямых попадания и лишился хода.
В 11.50 примерно 10-12 бомбардировщиков нанесли удар по «Беспощадному». Одна из бомб, весом не менее 200 кг, попала в носовое машинное отделение с правого борта и взорвалась под днищем корабля, лопнул настил палубы в районе 110-115-го шпангоутов, образовалась огромная пробоина. Вторая бомба взорвалась вблизи левого борта, вода затопила первое машинное отделение. По приказу командира «Беспощадный» избавился от лишних тяжестей. Воду откачивали ручными помпами, а около 14.00 — с помощью подошедшего «Способного». Последний взял «Беспощадного» на буксир, одновременно осуществляя перекачку топлива с аварийного эсминца в свои цистерны. В новый налет в «Беспощадный» попали четыре бомбы — три в кормовую часть и одна во второе машинное отделение. Эсминец разломился пополам.
Чуть позже участь «Беспощадного» разделили «Способный» и «Харьков». Из 903 человек, находившихся на борту трех погибших кораблей, катера и гидросамолеты спасли 187, в том числе 41 из экипажа «Беспощадного», по другим данным с эсминца «Беспощадный» было спасено 53 человек, из них 7 офицеров, в том числе подобран с воды Г. П. Негода. Погибло 182 человека, из них 10 офицеров. Потеря трех кораблей привела к тому, что все крупные корабли Черноморского флота были переведены в резерв Ставки Верховного Главнокомандующего. Больше в боевых действиях до конца войны они не участвовали.
После спасения к следствию не привлекался, но с должности командира дивизиона был снят, служебная характеристика положительная. В распоряжении Управления кадров ВМФ с ноября 1943 по март 1944.
Старший помощник командира линкора «Октябрьская революция» Балтийского флота с 1944 года.

### Послевоенная карьера
Командир крейсера «Максим Горький» (1946) Балтийского флота, 3-го дивизиона эсминцев (1946—1947) СБФ, броненосца «Выборг» (22.03.1947—22.02.1948), начальник 3-го отдела штаба флота (1948), командир крейсера «Максим Горький» (1948—1949) 4-го ВМФ. Закончил АКОС при ВМА им. К. Е. Ворошилова в 1950 году. Командир 80-й бригады строящихся кораблей 7-го ВМФ (1950—1952). Контр-адмирал (1951). Командир 22-й дивизии строящихся кораблей Ленинградской ВМБ (1952—1955). Старший военный советник командующего ВМФ ПНР (1955—1957). Начальник Управления вспомогательных судов и гаваней (1957—1958), вспомогательного флота (1958—1961) ВМФ.
С 1961 года — в запасе по болезни. Умер 19 ноября 1973 года в Ленинграде. Похоронен на Серафимовском кладбище Санкт-Петербурга.

## Награды
Награждён:
- Орден Красного Знамени (29.12.1941)
- Орден Красного Знамени (07.04.1943)
- Медаль «За оборону Одессы» (09.11.1943)

- Медаль «За оборону Севастополя» (09.11.1943)
- Медаль «За боевые заслуги» (03.11.1944)
- Орден Красной Звезды (30.04.1945)
- Орден Отечественной войны II степени (23.05.1945)
- Медаль «За оборону Кавказа» (16.01.1945)
- Медаль «За победу над Германией в Великой Отечественной войне 1941—1945 гг.» (07.10.1945)
- Орден Нахимова II степени (27.03.1946)
- Орден Красного Знамени (15.11.1950)
- именное оружие (1952)
- Орден Ленина (05.11.1954)